# Spencer Bachus
Spencer Thomas Bachus III (ur. 28 grudnia 1947) – amerykański polityk, członek Partii Republikańskiej. W latach 1993–2015 był przedstawicielem szóstego okręgu wyborczego w stanie Alabama w Izbie Reprezentantów Stanów Zjednoczonych.